# فرانك دونر
فرانك دونر (25 نوفمبر 1911 – 10 يونيو 1993) محامي حريات مدنية ومؤلف ومدير مشروع اتحاد الحريات المدنية الأمريكية (ACLU) حول المراقبة السياسية. ولد دونر في بروكلين، نيويورك، وحصل على كل من درجتي البكالوريوس والماجستير من جامعة ويسكونسن وشهادة القانون من جامعة كولومبيا.
عمل دونر لصالح مجلس علاقات العمل الوطنية (NLRB) منذ عام 1940 وحتى 1945 قبل تركه ليبدأ عمله الخاص، حيث مثَّل في المقام الأول اتحاد عمال الكهرباء والآلات في أمريكا وعمال أمريكا للحديد والصلب المتحدين. ومع المحامين آرثر كينوي] ومارشال بيرلين أسس شركة دونر وكينوي وبيرلين (Donner, Kinoy & Perlin) في نيويورك، والتي تخصصت في تمثيل العملاء التقدميين واليساريين، وكان من بين عملائهم الجاسوس السوفيتي مورتون سوبل ورابطة شبيبة العمال (Labor Youth League). وفي خمسينيات القرن العشرين، مثلت الشركة العديد من الأشخاص، منهم على سبيل المثال؛ مسؤولو العمل الذين رفضوا حلف يمين الولاء أو الإدلاء بشهادتهم حول عضويتهم في المنظمات الشيوعية، فضلاً عن العديد ممن تمت مقاضاتهم بموجب قانون سميث. وقد كان دونر نفسه قد عرض على لجنة التحقيق الخاصة بالأنشطة المعادية لأمريكا عام 1956، واتهم بعضوية خلية شيوعية داخل مجلس علاقات العمل الوطنية في الأربعينيات من القرن العشرين. كما رفض الإدلاء بشهادته، ذاكرًا حقوقه الخاصة بالتعديل الخامس. وكان دونر عضوًا بمجلس إدارة رابطة المحامين الوطنية.
ومع بدايته عام 1980، ترأس دونر مشروع المراقبة السياسية لاتحاد الحريات المدنية الأمريكية. وخلال هذا الوقت، ألف عدة كتب لاستعراض الاستخدام الرسمي للمراقبة الداخلية واستخدام الفرق الحمراء وبرامج مثل كوينتلبرو، وغيرها من الوكالات لاختراق المنظمات التي يشتبه في معارضتها السياسية.
كما استشهد دونر أيضًا باستخدام الحكومة لذرائع بهدف تحويل الانتباه عن انتقاد الحكومة وتوجيهه للجماعات السياسية الأخرى.

## قائمة المصادر
- (1961) The Un-Americans
- (1971) Theory and Practice of American Political Intelligence, in the New York Review of Books
- (1980) The Age of Surveillance: The Aims & Methods of America's Political Intelligence System
- (1991) Protectors of Privilege: Red Squads and Political Repression in Urban America

## وصلات خارجية
- The Theory and Practice of American Political Intelligence http://www.nybooks.com/articles/10584
- Government Intelligence Abuse: The Theories of Frank Donner http://www.publiceye.org/liberty/donner.html